# Pianokwintet (Borgstrøm)
Het Pianokwintet in F majeur is de laatste officiële compositie van Hjalmar Borgstrøm. Het draagt opus 31. Het pianokwintet werd voor het eerst uitgevoerd tijdens een abonnementsconcert in de Brødrene Halszaal in Oslo op 8 april 1919. De musici waren toen:
- Dagny Knudsen (1883-1960) (zij verdween snel van het concertpodium; huwelijk 1912) - piano
- Johan Halvorsen - viool
- Hans Hansen (1882-1940) (violist bij Oslo Filharmoniske Orkester 1919-1940 en docent 1917-1931)  – viool
- Olaf Eriksen – altviool
- Otto Buschmann – cello.

Die laatste vier stonden toen bekend als het Halvorsen strijkkwartet.
De werken van Borgstrøm bevinden zich vrijwel allemaal in de hoek van nauwelijks meer uitgevoerde muziek. Toch kreeg dit pas in 1922 uitgegeven werk nog een uitvoering op 3 juni 2014 tijdens een concert georganiseerd door de Noorse componistenbond. Tijdens dat concert kwamen meer vergeten werken van Borgstrøm en andere (ook vergeten) Noorse componisten aan bod.
Het pianokwintet kent drie delen:
1. Allegro moderato
2. Adagio molto espressivo
3. Allegro commodo